# Campionat d'Europa de mig fons darrere motocicleta
El Campionat d'Europa de mig fons darrere motocicleta és el campionat d'Europa de ciclisme darrere moto organitzat anualment per l'UEC.
Es porten disputant des del 1896 i des de la desaparició el 1994 del Campionat del món de mig fons darrere motocicleta, és la prova més important d'aquesta especialitat.
Des del 2016 formen part dels quadre dels Campionats d'Europa de ciclisme en pista.

## Pòdiums dels Guanyadors
| Proves   | Or                   | Plata              | Bronze              |
| 1896     | Lucien Lesna         | Paul Münchner      | Alphonse Baugé      |
| 1897     | Franz Gerger         | Henri Luyten       | Alfred Köcher       |
| 1898     | Lucien Lesna         | Wilhelm Struck     | Paul Becker         |
| 1899     | Artur Adalbert Chase | Albert E. Walters  | Émile Bouhours      |
| 1900     | Piet Dickentman      | Constant Huret     | Eduard Taylor       |
| 1901     | Thaddäus Robl        | Piet Dickentman    | Fritz Ryser         |
| 1902     | Thaddäus Robl        | Henri Contenet     | Jimmy Michael       |
| 1903     | Thaddäus Robl        | Paul Dangla        | Piet Dickentman     |
| 1904     | Thaddäus Robl        | Tommy Hall         | Piet Dickentman     |
| 1905     | Paul Guignard        | Thaddäus Robl      | Louis Darragon      |
| 1906     | Paul Guignard        | Robert Walthour    | Thaddäus Robl       |
| 1907     | Thaddäus Robl        | Piet Dickentman    | Arthur Vanderstuyft |
| 1908     | Arthur Stellbrink    | Paul Guignard      | Peter Günther       |
| 1909     | Paul Guignard        | Albert Schipke     | Thaddäus Robl       |
| 1910     | Friedrich Theile     | Robert Walthour    | Fritz Ryser         |
| 1911 (1) | Jimmy Moran          | Paul Guignard      | Willi Mauss         |
| 1911 (2) | Robert Walthour      | Peter Günther      | Richard Scheuermann |
| 1912     | Paul Guignard        | Peter Günther      | Karl Saldow         |
| 1913     | Victor Linart        | Paul Guignard      | Gustav Janke        |
| 1914     | Peter Günther        | Jacob Esser        |                     |
| 1920     | Georges Sérès        | Jules Miquel       | Karel Verkeyn       |
| 1948     | Jacques Besson       | Elia Frosio        | August Meuleman     |
| 1949     | Jacques Besson       | Elia Frosio        | August Meuleman     |
| 1950     | Jacques Besson       | Raoul Lesueur      | Elia Frosio         |
| 1951     | Raoul Lesueur        | Elia Frosio        | Cor Bakker          |
| 1952     | Adolf Verschueren    | Raoul Lesueur      | Erich Bautz         |
| 1953     | Roger Queugnet       | Adolf Verschueren  | Roger Godeau        |
| 1954     | Adolf Verschueren    | Horst Holzmann     | Guy Bethery         |
| 1955 (1) | Lothar Schiller      | Adolf Verschueren  | Jacques Besson      |
| 1955 (2) | Karl-Heinz Marsell   | Adolf Verschueren  | Graham French       |
| 1956     | Adolf Verschueren    | Roger Godeau       | Graham French       |
| 1957     | Karl-Heinz Marsell   | Paul Depaepe       | Walter Bucher       |
| 1959 (1) | Adolf Verschueren    | Guillem Timoner    | Valentin Petry      |
| 1959 (2) | Karl-Heinz Marsell   | Guillem Timoner    | Norbert Koch        |
| 1961 (1) | Adolf Verschueren    | Wout Wagtmans      | Otto Altweck        |
| 1961 (2) | Paul Depaepe         | Jean Raynal        | Karl-Heinz Marsell  |
| 1963     | Paul Depaepe         | Karl-Heinz Marsell | Guillem Timoner     |
| 1964     | Paul Depaepe         | Guillem Timoner    | Leo Proost          |
| 1965 (1) | Leo Proost           | Jaap Oudkerk       | Domenico De Lillo   |
| 1965 (2) | Leo Proost           | Ehrenfried Rudolph | Guillem Timoner     |
| 1967 (1) | Dieter Kemper        | Romain De Loof     | Ehrenfried Rudolph  |
| 1967 (2) | Jaap Oudkerk         | Ehrenfried Rudolph | Romain De Loof      |
| 1969 (1) | Dieter Kemper        | Jaap Oudkerk       | Ehrenfried Rudolph  |
| 1969 (2) | Hans Junkermann      | Jaap Oudkerk       | Ehrenfried Rudolph  |
| 1971     | Ehrenfried Rudolph   | Dieter Kemper      | Jaap Oudkerk        |
| 1972     | Dieter Kemper        | Theo Verschueren   | Jaap Oudkerk        |
| 1973     | Dieter Kemper        | Theo Verschueren   | Piet De Wit         |
| 1974     | Cees Stam            | Piet De Wit        | Romain De Loof      |
| 1975     | Dieter Kemper        | Cees Stam          | Wilfried Peffgen    |
| 1976 (1) | Cees Stam            | Dieter Kemper      | René Pijnen         |
| 1976 (2) | Wilfried Peffgen     | René Savary        | Walter Avogadri     |
| 1977     | Wilfried Peffgen     | René Savary        | Willy De Bosscher   |
| 1978     | Wilfried Peffgen     | Horst Schütz       | Martin Venix        |
| 1979     | Wilfried Peffgen     | Horst Schütz       | Martin Venix        |
| 1980     | Wilfried Peffgen     | Horst Schütz       | Martin Venix        |
| 1981     | Horst Schütz         | René Kos           | Wilfried Peffgen    |
| 1982     | Horst Schütz         | Max Hürzeler       | Wilfried Peffgen    |
| 1983     | Max Hürzeler         | Martin Venix       | Bruno Vicino        |
| 1984     | Werner Betz          | Constant Tourné    | Horst Schütz        |
| 1985     | Werner Betz          | Max Hürzeler       | Bruno Vicino        |
| 1986     | Max Hürzeler         | Mathieu Hermans    | Peter Steiger       |
| 1987     | Max Hürzeler         | Peter Steiger      | Constant Tourné     |
| 1988     | Danny Clark          | Constant Tourné    | Torsten Rellensmann |
| 1989     | Torsten Rellensmann  | Roland Günther     | Peter Steiger       |
| 1990     | Torsten Rellensmann  | Andrea Bellati     | Roland Günther      |
| 1995     | Arno Küttel          | Carsten Podlesch   | Roland Königshofer  |
| 1996     | Carsten Podlesch     | Richi Rossi        | Roland Königshofer  |
| 1997     | Sabino Cannone       | Hans-Kurt Brand    | Carsten Podlesch    |
| 1998     | Hans-Kurt Brand      | Ronald Rol         | Patrick Kops        |
| 2000     | Carsten Podlesch     | Stefan Klare       | Sabino Cannone      |
| 2001     | Carsten Podlesch     | Sabino Cannone     | Stefan Klare        |
| 2006     | Giuseppe Atzeni      | Carsten Podlesch   | Timo Scholz         |
| 2007     | Timo Scholz          | Mario Vonhof       | Peter Jörg          |
| 2008     | Timo Scholz          | Reinier Honig      | Peter Jörg          |
| 2009     | Giuseppe Atzeni      | Mario Vonhof       | Peter Jörg          |
| 2010     | Giuseppe Atzeni      | Patrick Kos        | Bob Stöpler         |
| 2011     | Patrick Kos          | Giuseppe Atzeni    | Mario Birrer        |
| 2012     | No disputats         |                    |                     |
| 2013     | Mario Birrer         | Florian Fernow     | Giuseppe Atzeni     |
| 2014     | Mario Birrer         | Stefan Schäfer     | Patrick Kos         |
| 2015     | No disputats         |                    |                     |
| 2016     | Stefan Schäfer       | Franz Schiewer     | Giuseppe Atzeni     |
| 2017     | Franz Schiewer       | Reinier Honig      | Stefan Schäfer      |